# Neve McIntosh
Pour l'actrice anglaise, voir Carol White (actrice anglaise).
Neve McIntosh née le 9 avril 1972 à Paisley, est une actrice de cinéma, de télévision et de théâtre écossaise.

## Biographie
Elle se produit parfois sous le nom de Carol McIntosh ou Carol White.

## Filmographie

### Cinéma

#### Courts métrages
- 2005 : Rare Books and Manuscripts de Bruce Webb : Jess
- 2004 : Call Register d'Ed Roe : Amanda
- 2004 : Im de Craig Collinson : Fran
- 2001 : Look de Cordelia Beresford : Wendy
- 1998 : Wonderful World d'Oliver Blackburn : Joy
- 1997 : Love and Lung Cancer de Mark L. Feinsod : Arguing Woman

#### Longs métrages
- 2009 : The Be All and End All : Kate
- 2009 : Salvage : Beth
- 2008 : Spring 1941 : jeune Clara Planck
- 2005 : The Trouble with Men and Women : Deborah
- 2004 : One Last Chance : Barbara
- 2001 : Gypsy Woman : Natalie
- 1999 : Guns 1748 : Liz
- 1996 : The Leading Man : Cashier

### Télévision

#### Téléfilms
- 2020 : Le jour où ma fille a été enlevée (Killer Ransom) : Fiona
- 2013 : Doctor Who at the Proms de Richard Senior : Madame Vastra / Alaya / Restac
- 2012 : Vastra Investigates de Steven Moffat : Vastra (non créditée)
- 2003 : Docteur Martin et la légende du Cloutie de Ben Bolt : Rita Gorrie
- 2002 : Le Chien des Baskerville de David Attwood : Beryl Stapleton
- 2001 : Doc Martin
- 2000 : Lady Audley's Secret : Lucy, Lady Audley
- 1997 : Gobble : New Ager

#### Séries télévisées
- 2018 : Lucky Man (Stan Lee's Lucky Man) (8 épisodes) : Elizabeth Gray
- 2016 : Meurtres au paradis (Death in Paradise) : (saison 5 épisode 1 : le petit soldat de plomb) : Nicky Hoskins
- 2015 : Critical : Nicola Hicklin
- 2013 : Dracula : Janina Kleiberson
  - (saison 1, épisode 04 : From Darkness to Light)
  - (saison 1, épisode 05 : The Devil's Waltz)
- 2013 : Ripper Street (saison 2, épisode 03 : Become Man) : Raine
- 2012 : Flics toujours (New Tricks) (saison 9, épisode 10 : Glasgow UCOS) : Cathy Sinclair
- 2012 : Lip Service (saison 2, épisodes 3 à 6) : Lauren
- 2012 : Simon Schama's Shakespeare (mini-série) (saison 1, épisode 02 : Hollow Crowns)
- 2011 : Jackson Brodie, détective privé (Case Histories) : Joanna Hunter
  - (saison 1, épisode 05 : À quand les bonnes nouvelles ? - 1re partie)
  - (saison 1, épisode 06 : À quand les bonnes nouvelles ? - 2e partie)
- 2010 : Accused (saison 1, épisode 04 : Liam's Story) : Roz Black
- 2010 : Single Father (saison 1, épisodes 1 à 4) : Anna
- 2010 : Taggart (saison 27, épisode 04 : Les Anges déchus) : Louise Ferguson
- 2010 : Londres, police judiciaire (Law and Order: UK) (saison 3, épisode 02 : Le mal dans la peau) : Cassie Shaw
- 2010 : Inspecteur George Gently (Inspector George Gently) (saison 3, épisode 01 : Gently Evil) : Sarah Simmons
- 2010 - 2014  et 2020 : Doctor Who : Madame Vastra / Alaya / Vastra / ...
  - (saison 5, épisode 08 : La Révolte des intra-terrestres, première partie) : Alaya
  - (saison 5, épisode 09 : La Révolte des intra-terrestres, deuxième partie) : Alaya / Restac
  - (saison 6, épisode 07 : La Retraite du démon) : Madame Vastra
  - (saison 7, 2 préquels de l'épisode "spécial Noël" : La Dame de glace : The Great Detective et Vastra Investigates: A Christmas Prequel) : Madame Vastra
  - (saison 7, épisode "spécial Noël" : La Dame de glace) : Madame Vastra
  - (saison 7, épisode 12 : Le Cauchemar écarlate) : Madame Vastra
  - (saison 7, épisode 13 : Le Nom du Docteur) : Madame Vastra
  - (mini-épisode The Battle of Demons Run: Two Days Later) : Madame Vastra
  - (saison 8, préquel de l'épisode En apnée) : Madame Vastra
  - (saison 8, épisode 01 : En apnée) : Madame Vastra
  - (mini-épisode Strax Saves the Day) : Madame Vastra
- 2009 : 10 Minute Tales (saison 1, épisode 09 : Syncing) : la femme
- 2009 : Casualty (saison 24, épisode 07 : Love Is a Sacrifice) : Eileen Naysmith
- 2007 : Coming Up (saison 5, épisode 03 : Imprints) : Woman
- 2007 : Classé Surnaturel (Sea of Souls) : Karen O'Rourke
  - (épisode spécial : The Prayer Tree, Part 1)
  - (épisode spécial : The Prayer Tree, Part 2)
- 2004 - 2006 : Bodies (17 épisodes) : Sœur Donna Rix
- 2006 : Low Winter Sun : Sgt Daniella 'Dani' Bonetti
- 2006 : Murder City (saison 2, épisode 04 : Game Over) : Cassandra Wallis
- 2005 : Ghost Squad (The Ghost Squad) (saison 1, épisode 06 : Sans demi-mesure) : PC Sarah Houghton
- 2004 : Miss Marple (Agatha Christie's Miss Marple) (saison 1, épisode 03 : Le Train de 16 h 50) : Martine
- 2003 : Scotland Yard, crimes sur la Tamise (Trial & Retribution) : Carla Worth
  - (saison 7, épisode 01 : Suspicion - 1re partie)
  - (saison 7, épisode 02 : Suspicion - 2e partie)
- 2003 : Meurtres à l'anglaise (The Inspector Lynley Mysteries) (saison 2, épisode 01 : Solidarité oblige) : Olivia Whitelaw
- 2001 : The Fear : Conteur
- 2000 : Gormenghast (saison 1, épisodes 1 à 4) : Lady Fuchsia
- 1999 : Psychos (6 épisodes) : Dr. Kate Millar
- 1993 : Le Rebelle (Renegade) (saison 2, épisode 11 : Une question d’honneur) : Connie

#### Série d'animation
- Détective Conan : Voix diverses